# シストロン
シストロン （Sisteron）は、フランス、プロヴァンス＝アルプ＝コート・ダジュール地域圏、アルプ＝ド＝オート＝プロヴァンス県のコミューン。

## 地理

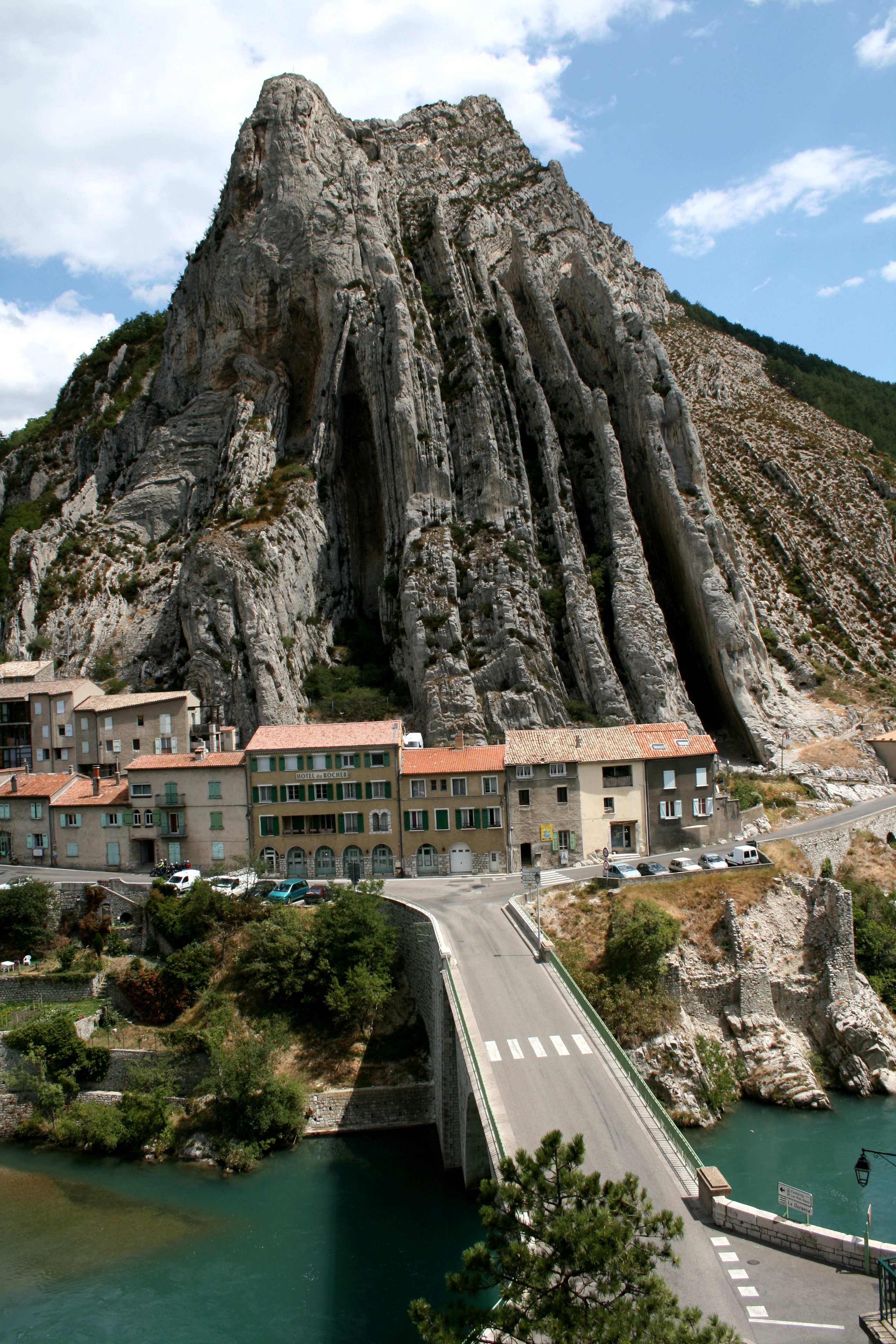
ボーム岩

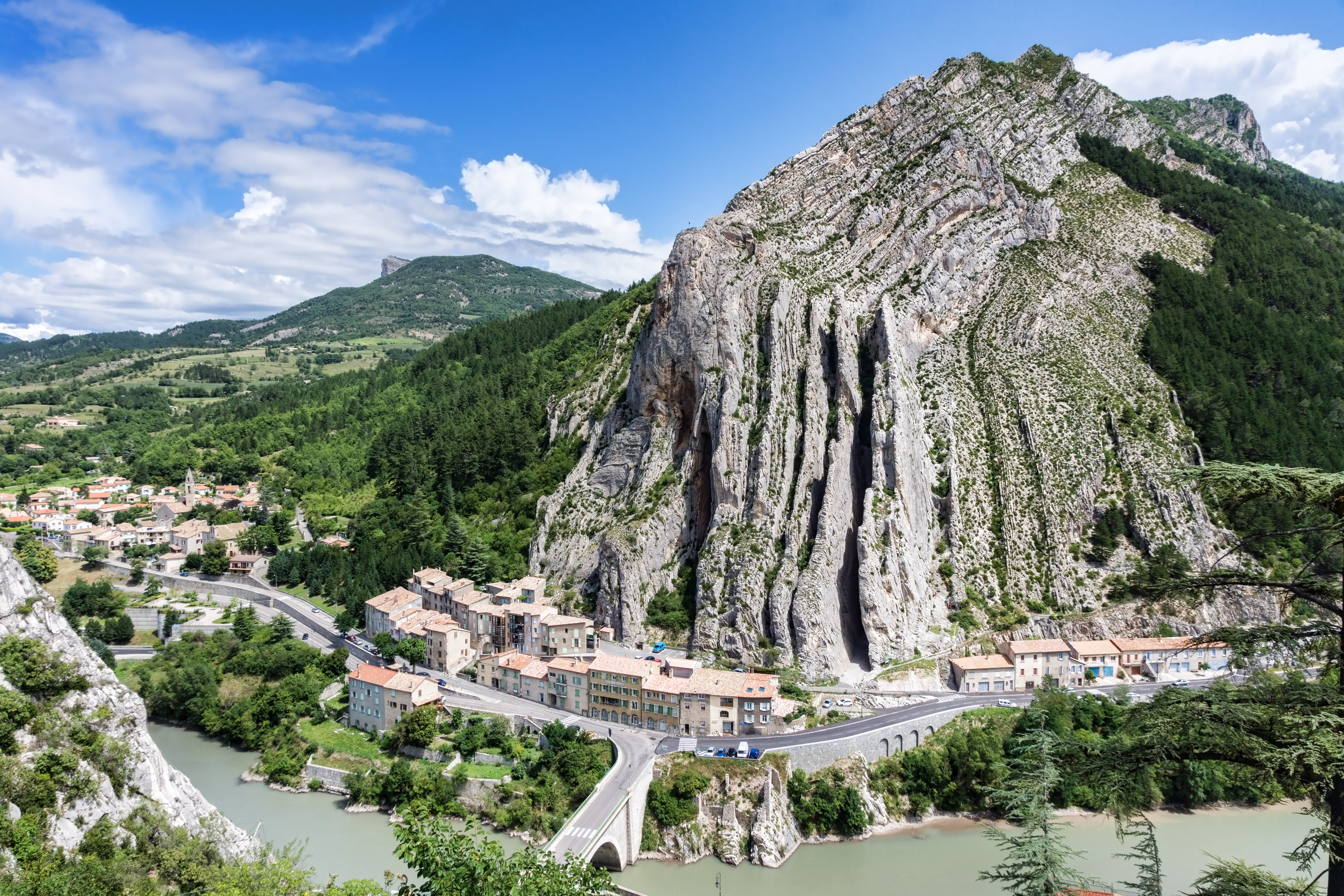
ボーム岩

シストロンは、デュランス川岸、標高485m地点にある。ビュエック川とデュランス川が合流する戦略上重要地に近い。シストロンに架かる橋は、古代から19世紀にかけ架けられた恒久的な橋で唯一残っているものである。
シストロンは『プロヴァンスの門』（la Porte de la Provence）との別称を持ち、ドーフィネとの境にある。垂直にそそり立つジュラ紀石灰岩のボーム岩の反対側には、シタデルを含む数多くの歴史的記念物がある。

## 交通
- 道路 - A51、N85
- 鉄道 - TERマルセイユ＝ブリアンソン区間、シストロン駅
- バス

## 歴史
古代、町の名はSegusteroneまたはSegusteronemと呼ばれ、後にチウィタス・セゲステリオルム（civitas Segesteriorum）、739年にはセジステリコ（Segisterico）と呼ばれた。
かつてガリア人の一部族、ソジオンティ族がいたとみられている。デュランス川の合流地点に近いために重要視され、ローマ人はイタリアとスペインをつなぐドミティア街道をシストロンとモンジュネーヴルの間につくった。
1946年、コミューン内の工事で、彫刻で飾られた（四方風神のマスク、ムーサの大理石像、つぼなど）1世紀後半のものである墓地が発見された。
2世紀から4世紀後半までの間に町はローマ属州アルペス・マリティマエのチウィタスに昇格した。6世紀にはシストロン司教座が設置された。
中世のシストロンはフォルカルキエ伯の戦略的要所とされ、11世紀からはプロヴァンス伯領に組み込まれ、伯領の北の境となった。フランス国内に初めてロマがいたと伝えられている（1425年）。町の特権が授けられた日付は不明であるも、代々の伯爵が追認していた。
シストロンにあるコルドリエ会の修道院内で、プロヴァンス伯レーモン・ベランジェ4世はプロヴァンス伯領を末娘のベアトリス・ド・プロヴァンスに与えることを決めた。彼女はアンジュー伯シャルル（のちのシチリア王カルロ1世）と結婚したため、以後プロヴァンスはフランス王国の影響下に入った。
シストロンに定住していたコルドリエ会の修道士たちは、ビュエック川に架かる橋の保全を行っていた。12世紀半ばから、コルドリエ会修道士たちはシストロンの自分たちの定住地をテンプル騎士団へ寄付し、以後は騎士団が駐在するようになった。
ルイ11世が1483年に死ぬと、プロヴァンスは正式にフランス王国に併合された。
1562年から1594年までのユグノー戦争では、シストロンとその要塞はカトリック同盟軍とユグノー同盟軍が奪い合う激戦地となった。
1639年、フランスに対する陰謀に加担したとして、リシュリュー枢機卿はポーランド王子ヤン・カジミェシュ（のちのヤン2世）をシストロンのシタデルへ投獄した。
フランス革命後の1790年、シストロン司教座が廃止された。1792年5月17日に王党派によって暴動が引き起こされるが、住民の大多数は革命政府を支持した。
1884年、シストロンはコレラ流行に見舞われ、8月23日から9月5日までの間に住民18人が死亡した。1889年、要塞が廃止された。
1944年8月15日、フランスのB-26とアメリカ空軍の爆撃機が、シストロンの鉄道橋と、ビュエック川とデュランス川を横断する道路橋を破壊しようとした。天候は不利であったが飛行は成功した。しかし標的の破壊は失敗した。8月17日に再度飛来したフランスの爆撃機とアメリカ空軍機はシストロンを爆撃し、町の大半を破壊し、シタデルに深刻な打撃を与えた。100人の死者と200人の負傷者が出た。

## 経済
観光業が盛ん。シストロン周辺で飼育されるヒツジは、シストロンのラム肉（Agneau de Sisteron）として、品質の高さを示すラベル・ルージュ（fr）の対象となっている。

## みどころ
- シタデル
- ノートルダム・デ・ポミエ教会

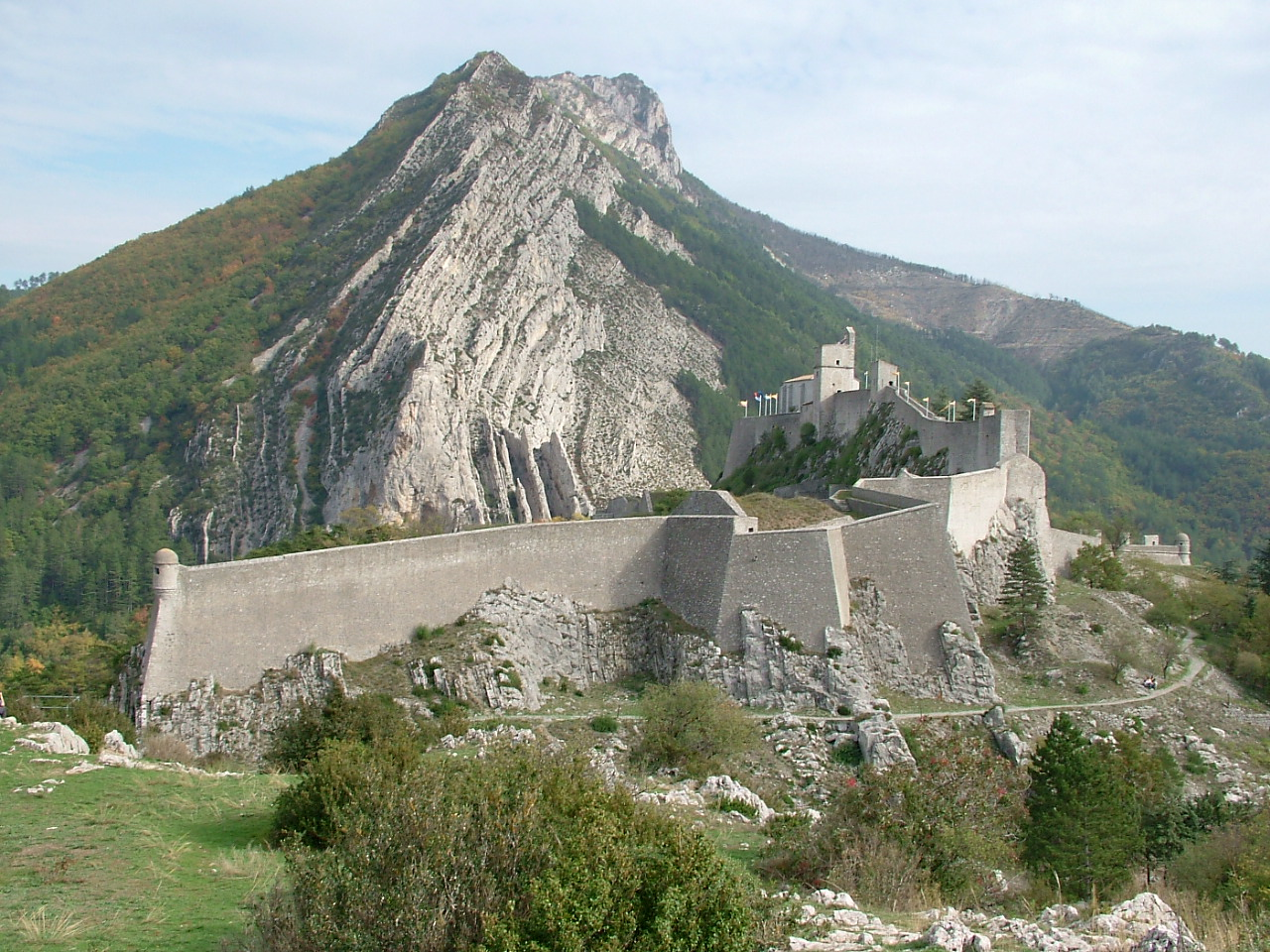
シタデル西側
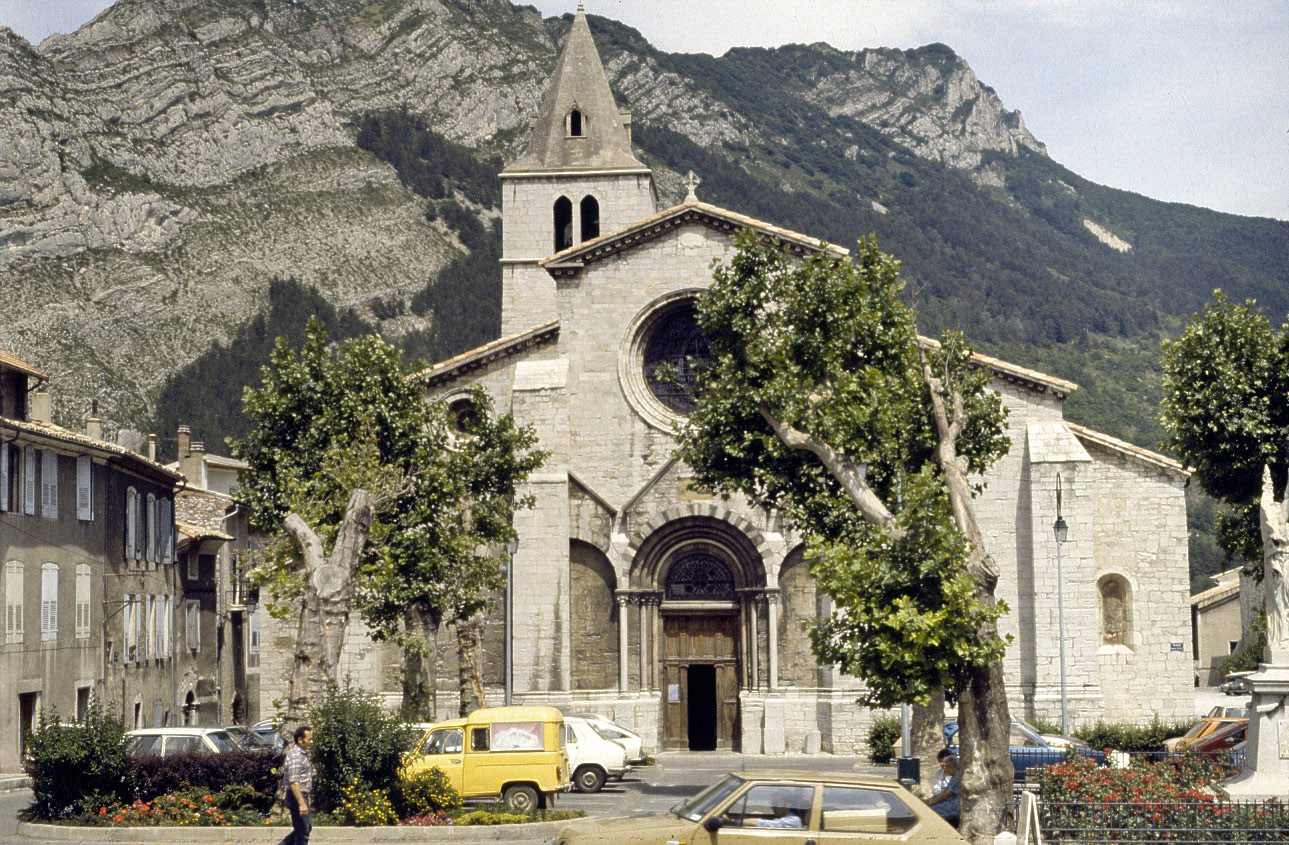
ノートルダム・デ・ポミエ教会

## 姉妹都市
- フィデンツァ、イタリア
- ヘルボルツアイム、ドイツ
- オリバ、スペイン